# الور رگنسی
الور رگنسی (به لاتین: Alor Regency) یک سکونتگاه مسکونی در اندونزی است که در سوندای شرقی واقع شده‌است.

## خصوصیات
الور رگنسی ۲٬۸۶۴٫۶۰ کیلومترمربع مساحت و ۱۹۰٬۲۵۳ نفر جمعیت دارد.